# قيطم ماوا
قيطم ماوا (الاسم العلمي: Xenopus boumbaensis ) (بالإنجليزية: Mawa clawed frog)‏ هو نوع من البرمائيات يتبع جنس القيطم من فصيلة الضفادع عديمة اللسان.